# Sky Tower (Auckland)
Sky Tower – wieża obserwacyjna i radiowa w Auckland, w Nowej Zelandii, o wysokości 328 m. Wieża została otwarta w 1997 i jest najwyższą budowlą Nowej Zelandii.